# Exocentrus flavolineatus
Exocentrus flavolineatus là một loài bọ cánh cứng trong họ Cerambycidae.